# Pleiospermium
Pleiospermium là một chi thực vật thuộc họ Rutaceae.
Bao gồm các loài:
- Pleiospermium longisepalum,